# 柿崎町
柿崎町（かきざきまち）は、かつて新潟県中頸城郡に属していた町。上越市への通勤率は17.1%（平成12年国勢調査）。北国街道の宿場町として発展した。2005年（平成17年）1月1日に上越市に編入し、町域は地域自治区の柿崎区となった。

## 地理
北側は日本海に面していた。北東部は佐渡弥彦米山国定公園に含まれており、米山は霊峰とみなされていた。
- 山: 米山
- 河川: 柿崎川

### 隣接していた自治体
- 柏崎市
- 中頸城郡：大潟町、吉川町

### 人口
柿崎町時代
- 1960年（昭和35年） - 3,193世帯、16,391人
- 1970年（昭和45年） - 3,245世帯、14,111人
- 1980年（昭和55年） - 3,495世帯、13,702人
- 1990年（平成2年） - 3,386世帯、12,880人
- 2000年（平成12年） - 3,574世帯、12,116人

上越市編入後
- 2010年（平成22年） - 3,527世帯、11,060人
- 2020年（令和2年） - 3,405世帯、9,270人

## 歴史

### 沿革
- 江戸時代 - 北国街道の宿場町として栄えた[1]。
- 1889年（明治22年）4月1日 - 町村制施行に伴い、中頸城郡柿崎村が成立。
- 1901年（明治34年）11月1日 - 犀浜村，下黒川村の一部と合併して柿崎村となる。
- 1908年（明治41年）10月1日 - 七ヶ村と合併して柿崎村となる。
- 1934年（昭和9年）1月1日 - 町制施行して柿崎町となる。
- 1955年（昭和30年）3月1日 - 下黒川村，黒川村，黒岩村と合併して柿崎町となる。
- 1989年（平成元年） - 上輪、高畔、蕨野の3大字が柏崎市に編入される。
- 2005年（平成17年）1月1日 - 周辺13町村とともに上越市へ編入される。

## 行政

### 歴代町長
- 初代  - 小松邦治郎（こまつくにじろう）
- 楡井辰雄（にれいたつお） - 1999年4月30日から

## 経済

### 漁業
- 柿崎漁港

## 姉妹都市・提携都市

### 国内
- 須玉町（山梨県、現北杜市）

### 国外
- 新林第八洞（大韓民国ソウル特別市冠岳区）

## 教育

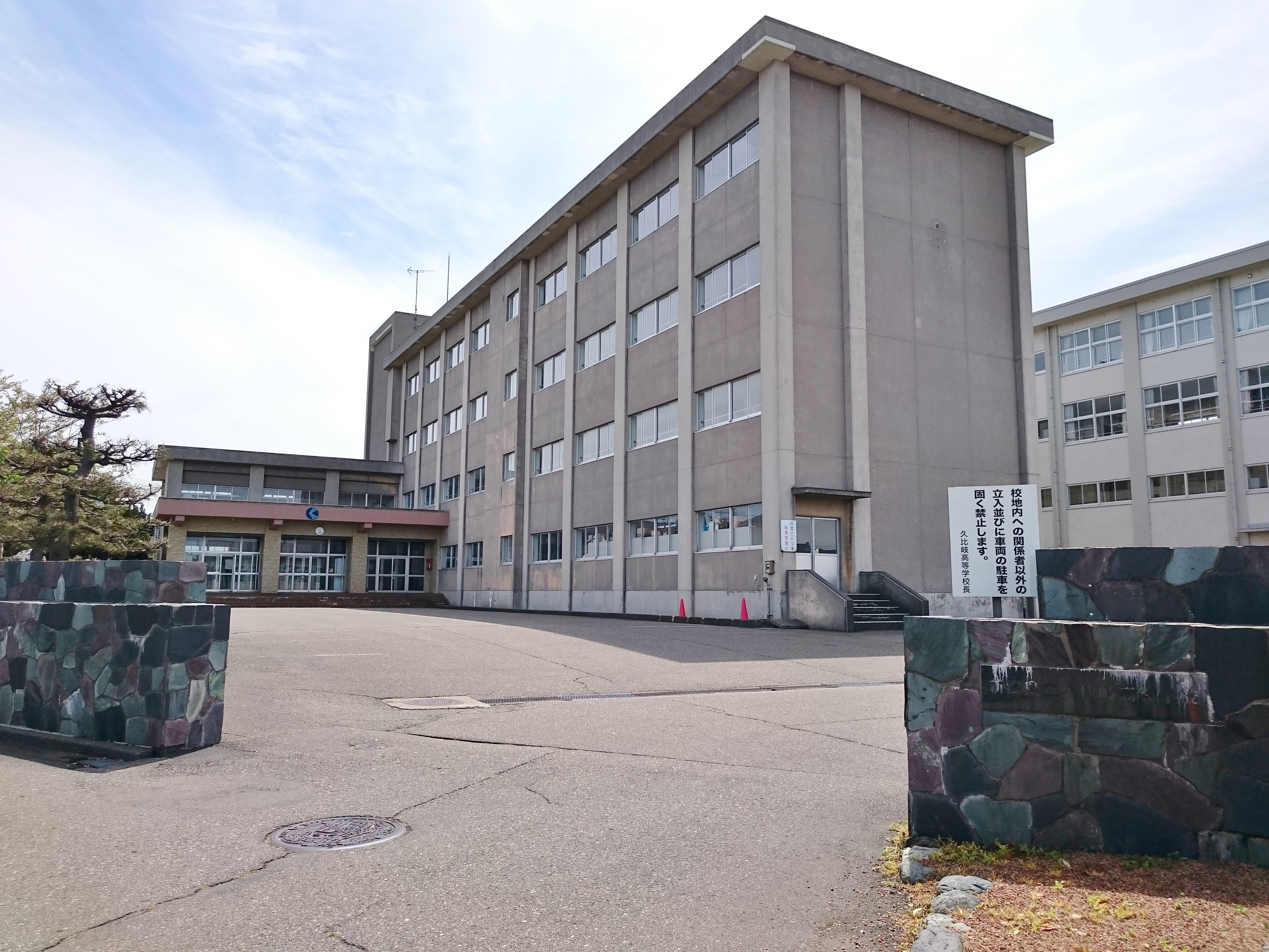
新潟県立久比岐高等学校

### 小学校
- 柿崎町立柿崎小学校
- 柿崎町立上下浜小学校
- 柿崎町立下黒川小学校

### 中学校
- 柿崎町立柿崎中学校

### 高等学校
- 新潟県立久比岐高等学校

## 交通

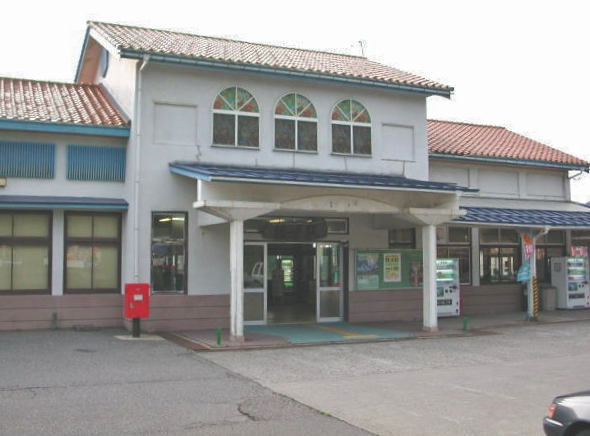
柿崎駅

### 鉄道
- 東日本旅客鉄道
  - 信越本線：上下浜駅 - 柿崎駅

### 道路
高速道路
町内にあるインターチェンジ：北陸自動車道 - 柿崎インターチェンジ
一般国道
町内を走る一般国道：国道8号

## 娯楽
- 柿崎平和館 - 映画館[2]。

## 名所・旧跡・観光スポット・祭事・催事
- 柿崎中央海岸
- 上下浜温泉・ハマナスふれあいセンター
- 栃窪温泉・鷺乃湯
- 米山薬師
- 浄福寺 - 親鸞にまつわる遺物がある[1]。
- 浄善寺
- 密蔵院 - 護摩堂には壁面彫刻がある[1]。
- 楞厳寺 - 柿崎景家の菩提寺[1]。

## 出身有名人
- 春田なな - 漫画家。
- 柳孝 - 官僚。文部科学事務次官。